# Cis cornelli
Cis cornelli är en skalbaggsart som beskrevs av Lawrence 1971. Cis cornelli ingår i släktet Cis och familjen trädsvampborrare. Inga underarter finns listade i Catalogue of Life.